# Dreams (banda)
Dreams fue una banda estadounidense de jazz rock, radicada en Nueva York, que estuvo en activa entre 1968 y 1972.

## Historial
La banda se formó en 1968, por Jeff Kent y Doug Lubahn, que eran los compositores y arreglistas de sus temas. Durante un tiempo actuaron como trío, aunque antes de acabar la década de los 60, ya habían introducido metales, siguiendo la dinámica de grupos como Chicago, Blood, Sweat & Tears, Chase, The Flock, The Ides of March o Lighthouse.
Aunque Dreams nunca tuvo la proyección comercial de algunas de las bandas citadas, se convirtió en un grupo de prestigio, al recalar en ella algunos destacados instrumentistas del jazz y el rock: Randy Brecker, su hermano Michael, Billy Cobham, John Abercrombie, Barry Rogers o Will Lee.
Grabaron dos discos, para Columbia Records. El primero de ellos, llamado como la banda, Dreams, obtuvo muy buenas críticas por su calidez, al ser grabado en tomas únicas, es decir, sin overdubs. Los arreglos, se organizaban de forma espontánea, de forma que cada voz instrumental podía oírse por sí misma tanto como en conjunción, como una especie de jam session organizada. Esto les dio una prevalencia en sectores especializados frente a las demás bandas. 
En las sucesivas giras, se incorporaron a la banda el bajista Will Lee, el pianista Don Grolnick y el guitarrista Bob Mann, quien más tarde se uniría a Mountain. En 1971, editarían su segundo álbum, Imagine my surprise, que no mejoró su situación en el mercado.
Tras la separación de Dreams, Grolnick, Lee, Randy y Michael Brecker formaron The Brecker Brothers Band, canalizándose hacia una música más funk.

## Discografía
- Dreams (1970)
- Imagine My Surprise (1971)
- En la BSO del film de culto The Groove Tube (1974), aparece su tema Dealer.